# Grand Prix-wegrace van België 1963
De Grand Prix-wegrace van België 1963 was de zesde Grand Prix van het wereldkampioenschap wegrace in het seizoen 1963. De races werden verreden op 7 juli op het Circuit de Spa-Francorchamps nabij Malmedy. De 350cc-klasse kwam niet aan de start. In deze Grand Prix werd de wereldtitel in de zijspanklasse beslist.

## Algemeen
De zijspanklasse sloot haar seizoen in België al af, dit terwijl de 500cc-klasse nog lang niet op de helft van haar seizoen was. Max Deubel en Emil Hörner werden voor de derde keer wereldkampioen in de zijspanklasse. Voor het eerst verschenen de Russen met 500cc-machines in het WK. Het was overigens ook de eerste keer dat ze buiten het Oostblok aan de start kwamen.

## 500cc-klasse
John Hartle kwam als WK-leider naar België, maar werd als vijftiende geklasseerd. Zijn teamgenoot Phil Read werd tweede, op ruime achterstand op Mike Hailwood op de MV Agusta. Alan Shepherd werd op een ronde gereden, maar was opnieuw de beste van de eencilinder-rijders.
| Pos | Coureur          | Merk        | Tijd      | Pnt |
| --- | ---------------- | ----------- | --------- | --- |
| 1   | Mike Hailwood    | MV Agusta   | 1:03"35'8 | 8   |
| 2   | Phil Read        | Duke-Gilera | +1"13'0   | 6   |
| 3   | Alan Shepherd    | Matchless   | +1 ronde  | 4   |
| 4   | Fred Stevens     | Norton      | +1 ronde  | 3   |
| 5   | Jack Ahearn      | Norton      | +1 ronde  | 2   |
| 6   | Gyula Marsovszky | Matchless   | +1 ronde  | 1   |
| 7   | Syd Mizen        | Norton      |           |     |
| 8   | Roy Ingram       | Norton      |           |     |
| 9   | Jack Findlay     | Matchless   |           |     |
| 10  | Ginger Molloy    | Matchless   |           |     |
| 11  | Dan Shorey       | Matchless   |           |     |
| 12  | Lothar John      | Norton      |           |     |
| 13  | Ron Robinson     | Norton      |           |     |
| 14  | Joop Vogelzang   | Norton      |           |     |
| 15  | John Hartle      | Duke-Gilera |           |     |
| 16  | Jüri Randla      | CKEB        |           |     |
| 17  | Roy Robinson     | Norton      |           |     |
| 18  | Raymond Bogaerdt | Norton      |           |     |

| Coureur              | Merk      | Oorzaak |
| -------------------- | --------- | ------- |
| Raphaël Orinel       | Norton    |         |
| Vagn Stevnhoved      | Matchless |         |
| Walter Scheimann     | Norton    |         |
| Morry Low            | Matchless |         |
| Sven-Olof Gunnarsson | Norton    |         |
| Nikolaj Sevast'ânov  | CKEB      |         |
| William Sharp        | BSA       |         |
| Ian Burne            | Norton    |         |

| Coureur              | Merk        | Oorzaak  |
| -------------------- | ----------- | -------- |
| Benedicto Caldarella | Matchless   | [ 2 ]    |
| Fabián Villavelran   | Norton      | [ 2 ]    |
| Jorge Kissling       | Norton      | [ 2 ]    |
| Victorio Minguzzi    | Matchless   | [ 2 ]    |
| Ladi Richter         | Norton      |          |
| Mike Duff            | Matchless   |          |
| Bill Smith           | Norton      |          |
| Derek Minter         | Duke-Gilera | Blessure |
| Joe Dunphy           | Norton      |          |
| Ralph Bryans         | Norton      |          |
| Vernon Cottle        | Norton      |          |
| Vasco Loro           | Norton      |          |
| Horacio Costa        | Norton      | [ 2 ]    |

### Top tien tussenstand 500cc-klasse
| Pos | Coureur              | Merk        | Ptn |
| --- | -------------------- | ----------- | --- |
| 1   | Phil Read            | Duke-Gilera | 16  |
| 1   | Mike Hailwood        | MV Agusta   | 16  |
| 3   | John Hartle          | Duke-Gilera | 14  |
| 4   | Alan Shepherd        | Matchless   | 8   |
| 5   | Fred Stevens         | Norton      | 6   |
| 6   | Jack Ahearn          | Norton      | 5   |
| 7   | Mike Duff            | Matchless   | 3   |
| 8   | Joe Dunphy           | Norton      | 2   |
| 9   | Sven-Olof Gunnarsson | Norton      | 1   |
| 9   | Gyula Marsovszky     | Matchless   | 1   |

## 250cc-klasse
Zonder de geblesseerde Jim Redman lag de weg open voor de Yamaha RD 56's van Fumio Ito en Yoshikazu Sunako, maar de eigenlijke winnaar was Tarquinio Provini. Provini was niet naar de TT van Man gestuurd, maar door zijn derde plaats kroop hij in de WK-stand weer dicht naar Redman toe. Van Yamaha was niets meer te vrezen, dat team trok haar rijders en machines terug naar Japan.
| Pos | Coureur             | Merk      | Tijd      | Pnt |
| --- | ------------------- | --------- | --------- | --- |
| 1   | Fumio Ito           | Yamaha    | 40"58'0   | 8   |
| 2   | Yoshikazu Sunako    | Yamaha    | +15'2     | 6   |
| 3   | Tarquinio Provini   | Morini    | +22'0     | 4   |
| 4   | Luigi Taveri        | Honda     | +41'9     | 3   |
| 5   | Tommy Robb          | Honda     | + 1"04'2  | 2   |
| 6   | Kunimitsu Takahashi | Honda     | + 1"25'7  | 1   |
| 7   | Cees van Dongen     | Honda     | + 3"47'9  |     |
| 8   | Giuseppe Visenzi    | Aermacchi | + 1 ronde |     |

| Coureur         | Merk    | Oorzaak  |
| --------------- | ------- | -------- |
| Ivan Schumann   | NSU     | [ 2 ]    |
| Raúl Kissling   | NSU     | [ 2 ]    |
| Umberto Masetti | Morini  | [ 2 ]    |
| Jim Redman      | Honda   | Blessure |
| Carlos Marfetan | Parilla | [ 2 ]    |

| Coureur          | Merk              |
| ---------------- | ----------------- |
| Jack Findlay     | Mondial / DMW     |
| Stanislav Malina | CZ                |
| Alan Shepherd    | MZ                |
| Bill Smith       | Honda             |
| Chris Anderson   | Aermacchi         |
| John Kidson      | Cotton-Moto Guzzi |
| Mike Hailwood    | MZ                |
| Phil Read        | Yamaha            |
| László Szabó     | MZ                |
| Gilberto Milani  | Aermacchi         |
| Silvio Grassetti | Benelli           |
| Hiroshi Hasegawa | Yamaha            |
| Isamu Kasuya     | Honda             |
| Cas Swart        | Honda             |

### Top tien tussenstand 250cc-klasse
| Pos | Coureur             | Merk    | Ptn |
| --- | ------------------- | ------- | --- |
| 1   | Jim Redman          | Honda   | 26  |
| 2   | Tarquinio Provini   | Morini  | 24  |
| 3   | Fumio Ito           | Yamaha  | 20  |
| 4   | Tommy Robb          | Honda   | 16  |
| 5   | Yoshikazu Sunako    | Yamaha  | 9   |
| 6   | Luigi Taveri        | Honda   | 5   |
| 7   | Bill Smith          | Honda   | 4   |
| 7   | Kunimitsu Takahashi | Honda   | 4   |
| 9   | Silvio Grassetti    | Benelli | 3   |
| 9   | Hiroshi Hasegawa    | Yamaha  | 3   |

## 125cc-klasse
Na het uitvallen van Ernst Degner, die de snelste ronde had gereden, won Bert Schneider de 125cc-race. Hugh Anderson werd tweede, maar voor hem was het belangrijk dat hij Luigi Taveri voor bleef. Daardoor bouwde hij zijn voorsprong in de WK-stand uit.
| Pos | Coureur              | Merk    | Tijd    | Pnt |
| --- | -------------------- | ------- | ------- | --- |
| 1   | Bert Schneider       | Suzuki  | 40"02'5 | 8   |
| 2   | Hugh Anderson        | Suzuki  | +6'6    | 6   |
| 3   | Luigi Taveri         | Honda   | +56'7   | 4   |
| 4   | Giuseppe Visenzi     | Honda   | +3"01'8 | 3   |
| 5   | Tommy Robb           | Honda   | +3"01'9 | 2   |
| 6   | Jean-Pierre Beltoise | Bultaco | +4"05'1 | 1   |
| 7   | Walter Scheimann     | Honda   |         |     |
| 8   | Sven-Olof Gunnarsson | Bultaco |         |     |
| 9   | Marcel Toussaint     | Honda   |         |     |
| 10  | Jan Huberts          | Bultaco |         |     |

| Coureur      | Merk   | Oorzaak |
| ------------ | ------ | ------- |
| Ernst Degner | Suzuki |         |

| Coureur              | Merk    | Oorzaak  |
| -------------------- | ------- | -------- |
| Alberto Gómez        | Zanella | [ 2 ]    |
| Aldo Caldarella      | Bultaco | [ 2 ]    |
| Héctor Pochettino    | Bultaco | [ 2 ]    |
| Horacio Maffia       | Ducati  | [ 2 ]    |
| Juan Carlos Salatino | Zanella | [ 2 ]    |
| Jim Redman           | Honda   | Blessure |

| Coureur             | Merk    |
| ------------------- | ------- |
| Frank Perris        | Suzuki  |
| Mike Duff           | Bultaco |
| Stanislav Malina    | CZ      |
| Werner Musiol       | MZ      |
| Francisco González  | Bultaco |
| Alan Shepherd       | MZ      |
| Gary Dickinson      | Honda   |
| Peter Inchley       | EMC     |
| John Grace          | Bultaco |
| László Szabó        | MZ      |
| Kunimitsu Takahashi | Honda   |
| Mitsuo Itoh         | Suzuki  |

### Top tien tussenstand 125cc-klasse
| Pos | Coureur             | Merk   | Ptn |
| --- | ------------------- | ------ | --- |
| 1   | Hugh Anderson       | Suzuki | 36  |
| 2   | Luigi Taveri        | Honda  | 26  |
| 3   | Frank Perris        | Suzuki | 15  |
| 4   | Jim Redman          | Honda  | 13  |
| 4   | Ernst Degner        | Suzuki | 13  |
| 4   | Bert Schneider      | Suzuki | 13  |
| 7   | Tommy Robb          | Honda  | 5   |
| 8   | László Szabó        | MZ     | 4   |
| 8   | Kunimitsu Takahashi | Honda  | 4   |
| 10  | Peter Inchley       | EMC    | 3   |
| 10  | Giuseppe Visenzi    | Honda  | 3   |

## 50cc-klasse
De Suzuki-rijders Isao Morishita en Ernst Degner finishten binnen 0,1 seconde van elkaar. Waarschijnlijk hadden ze WK-leider Hugh Anderson liever voor laten gaan, maar Anderson kwam niet voorbij Hans Georg Anscheidt. Door voor Anscheidt te blijven ontnamen ze hem in elk geval een flink aantal punten.
| Pos | Coureur              | Merk     | Tijd    | Pnt |
| --- | -------------------- | -------- | ------- | --- |
| 1   | Isao Morishita       | Suzuki   | 29"53'7 | 8   |
| 2   | Ernst Degner         | Suzuki   | +0'1    | 6   |
| 3   | Hans Georg Anscheidt | Kreidler | +0'6    | 4   |
| 4   | Hugh Anderson        | Suzuki   |         | 3   |
| 5   | Mitsuo Itoh          | Suzuki   |         | 2   |
| 6   | Jean-Pierre Beltoise | Kreidler |         | 1   |
| 7   | "Zippo"              | Derbi    |         |     |
| 8   | Michio Ichino        | Suzuki   |         |     |
| 9   | Jan Huberts          | Derbi    |         |     |

| Coureur            | Merk     | Oorzaak    |
| ------------------ | -------- | ---------- |
| Karaber Samardjian | Suzuki   | [ 2 ]      |
| Raúl Kissling      | Kreidler | [ 2 ]      |
| Luigi Taveri       | Honda    | Teambeleid |
| Sadao Shimazaki    | Honda    | Teambeleid |
| Gastón Biscia      | Suzuki   | [ 2 ]      |

| Coureur             | Merk     |
| ------------------- | -------- |
| César Gracia        | Ducson   |
| José Maria Busquets | Derbi    |
| Matti Salonen       | Prykija  |
| Ian Plumridge       | Honda    |
| Alberto Pagani      | Kreidler |
| Shunkishi Masuda    | Suzuki   |

### Top tien tussenstand 50cc-klasse
| Pos | Coureur              | Merk     | Pnt     |
| --- | -------------------- | -------- | ------- |
| 1   | Hugh Anderson        | Suzuki   | 29      |
| 2   | Hans Georg Anscheidt | Kreidler | 27 (28) |
| 3   | Ernst Degner         | Suzuki   | 24      |
| 4   | Isao Morishita       | Suzuki   | 23      |
| 5   | Mitsuo Itoh          | Suzuki   | 14      |
| 6   | Michio Ichino        | Suzuki   | 11      |
| 7   | José Maria Busquets  | Derbi    | 7       |
| 8   | Alberto Pagani       | Kreidler | 3       |
| 8   | Jean-Pierre Beltoise | Kreidler | 3       |
| 10  | César Gracia         | Ducson   | 1       |
| 10  | Ian Plumridge        | Honda    | 1       |

Punten tussen haakjes zijn inclusief streepresultaten.

## Zijspanklasse
Om nog wereldkampioen te worden moest Florian Camathias de Belgische GP eigenlijk winnen. Hij reed wel de snelste ronde, maar viel uit. Dat was genoeg voor Max Deubel om wereldkampioen te worden. Deubel werd tweede achter Fritz Scheidegger en Georg Auerbacher werd derde.
| Pos | Coureur           | Bakkenist     | Merk | Tijd    | Pnt |
| --- | ----------------- | ------------- | ---- | ------- | --- |
| 1   | Fritz Scheidegger | John Robinson | BMW  | 39"15'3 | 8   |
| 2   | Max Deubel        | Emil Hörner   | BMW  | +1"31'0 | 6   |
| 3   | Georg Auerbacher  | Beno Heim     | BMW  |         | 4   |
| 4   | Jackie Beeton     | Eddie Bulgin  | BMW  |         | 3   |
| 5   | Otto Kölle        | Dieter Hess   | BMW  |         | 2   |
| 6   | Alan Birch        | Peter Birch   | BMW  |         | 1   |

| Coureur           | Bakkenist     | Merk |
| ----------------- | ------------- | ---- |
| Florian Camathias | Alfred Herzig | FCS  |

| Coureur        | Bakkenist               | Merk | Oorzaak |
| -------------- | ----------------------- | ---- | ------- |
| Claude Lambert | Gottfried Rüfenacht (†) | BMW  |         |

| Coureur           | Bakkenist                     | Merk      |
| ----------------- | ----------------------------- | --------- |
| Arsenius Butscher | Alfred Leissing / Walter Popp | BMW       |
| Ferdinand Breu    | Hans Gösch                    | BMW       |
| Chris Vincent     | Keith Scott                   | BSA       |
| Colin Seeley      | Wally Rawlings                | Matchless |

### Top tien eindstand zijspanklasse
| Pos. | Coureur           | Bakkenist                      | Motorfiets | Pnt     |
| ---- | ----------------- | ------------------------------ | ---------- | ------- |
| 1    | Max Deubel        | Emil Hörner / Barry Dungsworth | BMW        | 22 (28) |
| 2    | Florian Camathias | Alfred Herzig                  | FCS        | 20 (24) |
| 3    | Fritz Scheidegger | John Robinson                  | BMW        | 20      |
| 4    | Otto Kölle        | Dieter Hess                    | BMW        | 12 (14) |
| 5    | Georg Auerbacher  | Beno Heim                      | BMW        | 10 (14) |
| 6    | Alan Birch        | Peter Birch                    | BMW        | 8       |
| 7    | Arsenius Butscher | Alfred Leissing / Walter Popp  | BMW        | 3       |
| 7    | Jackie Beeton     | Eddie Bulgin                   | BMW        | 3       |
| 9    | Ferdinand Breu    | Hans Gösch                     | BMW        | 2       |
| 10   | Colin Seeley      | Wally Rawlings                 | Matchless  | 2       |

Punten tussen haakjes zijn inclusief streepresultaten.
1921 · 1922 · 1923 · 1924 · 1925 · 1926 · 1927 · 1928 · 1929 · 1930 · 1931 · 1932 · 1933 · 1934 · 1935 · 1936 · 1937 · 1938 · 1939 · 1947 · 1948 · 1949 · 1950 · 1951 · 1952 · 1953 · 1954 · 1955 · 1956 · 1957 · 1958 · 1959 · 1960 · 1961 · 1962 · 1963 · 1964 · 1965 · 1966 · 1967 · 1968 · 1969 · 1970 · 1971 · 1972 · 1973 · 1974 · 1975 · 1976 · 1977 · 1978 · 1979 · 1980 · 1981 · 1982 · 1983 · 1984 · 1985 · 1986 · 1988 · 1989 · 1990